# Jaunlaicenes pagasts
Jaunlaicenes pagasts er en territorial enhed i Alūksnes novads i Letland. Pagasten etableredes i 1919, havde 486 indbyggere i 2010 og 478 indbyggere i 2016 og omfatter et areal på 52,20 kvadratkilometer. Hovedbyen i pagasten er Jaunlaicene.